# Шалита Грант
Шалита Грант (енгл. Shalita Grant; Балтимор, Мериленд, 28. август 1988) америчка је филмска, позоришна и телевизијска глумица.
Грантова је најпознатија по улози посебне агенткиње Соње Перси у серији Мориарички истражитељи: Нови Орлеанс.